# مردان (باكستان)
دمردان (بالأردوية: مردان)‏ هي مدينة في باكستان، تقع في ناحية مردان، وهي عاصمتها، بلغ عدد سكانها 358,604 نسمة وذلك حسب إحصائيات سنة 2017.

## المناخ
يظهر الجدول التالي التغييرات المناخية على مدار السنة لمردان:
| البيانات المناخية لـمردان         | البيانات المناخية لـمردان | البيانات المناخية لـمردان | البيانات المناخية لـمردان | البيانات المناخية لـمردان | البيانات المناخية لـمردان | البيانات المناخية لـمردان | البيانات المناخية لـمردان | البيانات المناخية لـمردان | البيانات المناخية لـمردان | البيانات المناخية لـمردان | البيانات المناخية لـمردان | البيانات المناخية لـمردان | البيانات المناخية لـمردان |
| الشهر                             | يناير                     | فبراير                    | مارس                      | أبريل                     | مايو                      | يونيو                     | يوليو                     | أغسطس                     | سبتمبر                    | أكتوبر                    | نوفمبر                    | ديسمبر                    | المعدل السنوي             |
| --------------------------------- | ------------------------- | ------------------------- | ------------------------- | ------------------------- | ------------------------- | ------------------------- | ------------------------- | ------------------------- | ------------------------- | ------------------------- | ------------------------- | ------------------------- | ------------------------- |
| متوسط درجة الحرارة الكبرى °م (°ف) | 17.7 (63.9)               | 19.0 (66.2)               | 24.0 (75.2)               | 30.1 (86.2)               | 36.3 (97.3)               | 41.4 (106.5)              | 38.5 (101.3)              | 36.5 (97.7)               | 35.3 (95.5)               | 31.6 (88.9)               | 25.1 (77.2)               | 19.4 (66.9)               | 29.6 (85.2)               |
| المتوسط اليومي °م (°ف)            | 10.0 (50.0)               | 12.2 (54.0)               | 17.2 (63.0)               | 22.7 (72.9)               | 28.2 (82.8)               | 33.2 (91.8)               | 32.3 (90.1)               | 31.0 (87.8)               | 28.8 (83.8)               | 23.2 (73.8)               | 16.2 (61.2)               | 11.0 (51.8)               | 22.2 (71.9)               |
| متوسط درجة الحرارة الصغرى °م (°ف) | 2.3 (36.1)                | 5.5 (41.9)                | 10.4 (50.7)               | 15.3 (59.5)               | 20.2 (68.4)               | 25.1 (77.2)               | 26.2 (79.2)               | 25.5 (77.9)               | 22.3 (72.1)               | 14.9 (58.8)               | 7.4 (45.3)                | 2.7 (36.9)                | 14.8 (58.7)               |
| الهطول مم (إنش)                   | 47 (1.9)                  | 53 (2.1)                  | 67 (2.6)                  | 44 (1.7)                  | 20 (0.8)                  | 17 (0.7)                  | 88 (3.5)                  | 122 (4.8)                 | 45 (1.8)                  | 12 (0.5)                  | 14 (0.6)                  | 30 (1.2)                  | 559 (22.2)                |
| المصدر: Climate-Data.org          |                           |                           |                           |                           |                           |                           |                           |                           |                           |                           |                           |                           |                           |

## أعلام
- أمير حيدر خان هوتي
- أحمد سعيد
- إحسان الحق
- محمد فاروق خان
- إمي خان